# Ministerio Federal de Finanzas (Alemania)
El Ministerio Federal de Finanzas (en alemán: Bundesministerium der Finanzen, abreviado BMF) es el ministerio encargado de la gestión del presupuesto del Estado alemán. La sede de este ministerio se ubica en Berlín y Bonn. El ministro de finanzas actual es Lars Klingbeil, del Partido Socialdemócrata de Alemania (SPD).
Entre otros organismos, el ministerio supervisa la Autoridad Federal de Supervisión Financiera (BaFin).

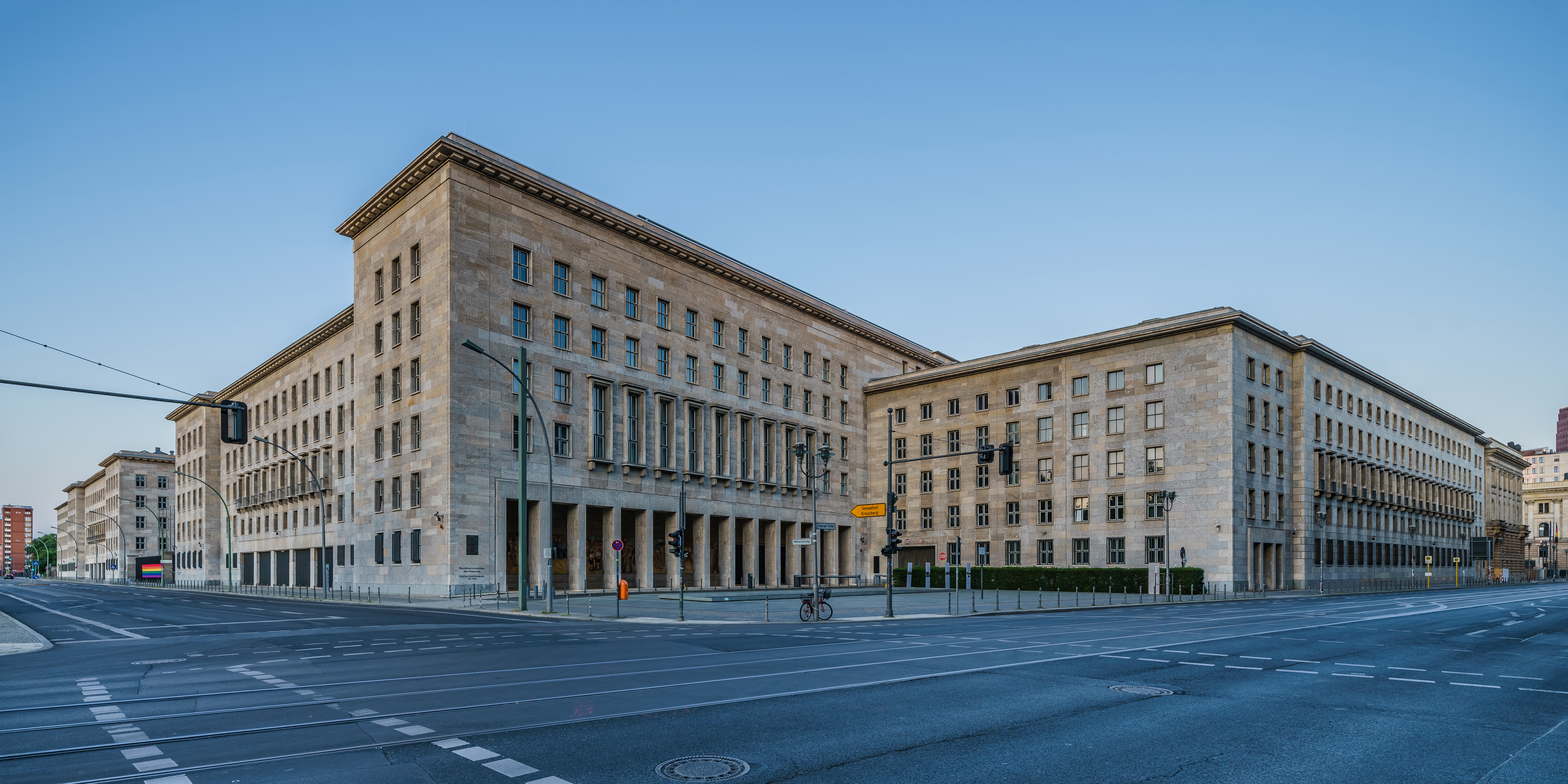
Sede de la institución en Berlín, la Detlev-Rohwedder-Haus.

## Ministros de Finanzas (desde 1949)
| Nombre (Nac.-Muerte) | Nombre (Nac.-Muerte)            | Partido | Período en el cargo      | Período en el cargo     | Canciller (Gabinete)         |
| -------------------- | ------------------------------- | ------- | ------------------------ | ----------------------- | ---------------------------- |
|                      | Fritz Schäffer (1888–1967)      | CSU     | 20 de septiembre de 1949 | 29 de octubre de 1957   | Adenauer (I • II)            |
|                      | Franz Etzel (1902–1970)         | CDU     | 29 de octubre de 1957    | 14 de noviembre de 1961 | Adenauer (III)               |
|                      | Heinz Starke (1911–2001)        | FDP     | 14 de noviembre de 1961  | 19 de noviembre de 1962 | Adenauer (IV)                |
|                      | Rolf Dahlgrün (1908–1969)       | FDP     | 14 de diciembre de 1962  | 28 de octubre de 1966   | Adenauer (V) Erhard (I • II) |
|                      | Kurt Schmücker (1919–1996)      | CDU     | 8 de noviembre de 1966   | 30 de noviembre de 1966 | Erhard (II)                  |
|                      | Franz Josef Strauß (1915–1988)  | CSU     | 1 de diciembre de 1966   | 21 de octubre de 1969   | Kiesinger (I)                |
|                      | Alex Möller (1903–1985)         | SPD     | 22 de octubre de 1969    | 13 de mayo de 1971      | Brandt (I)                   |
|                      | Karl Schiller (1911–1994)       | SPD     | 13 de mayo de 1971       | 7 de julio de 1972      | Brandt (I)                   |
|                      | Helmut Schmidt (1918–2015)      | SPD     | 7 de julio de 1972       | 1 de mayo de 1974       | Brandt (I • II)              |
|                      | Hans Apel (1932–2011)           | SPD     | 16 de mayo de 1974       | 15 de febrero de 1978   | Schmidt (I • II)             |
|                      | Hans Matthöfer (1925–2009)      | SPD     | 16 de febrero de 1978    | 28 de abril de 1982     | Schmidt (II • III)           |
|                      | Manfred Lahnstein (b. 1937)     | SPD     | 28 de abril de 1982      | 1 de octubre de 1982    | Schmidt (III)                |
|                      | Gerhard Stoltenberg (1928–2001) | CDU     | 4 de octubre de 1982     | 21 de abril de 1989     | Kohl (I • II • III)          |
|                      | Theodor Waigel (n. 1939)        | CSU     | 21 de abril de 1989      | 27 de octubre de 1998   | Kohl (III • IV • V)          |
|                      | Oskar Lafontaine (n. 1943)      | SPD     | 27 de octubre de 1998    | 18 de marzo de 1999     | Schröder (I)                 |
|                      | Hans Eichel (n. 1941)           | SPD     | 12 de abril de 1999      | 22 de noviembre de 2005 | Schröder (I • II)            |
|                      | Peer Steinbrück (n. 1947)       | SPD     | 22 de noviembre de 2005  | 28 de octubre de 2009   | Merkel (I)                   |
|                      | Wolfgang Schäuble (n. 1942)     | CDU     | 28 de octubre de 2009    | 24 de octubre de 2017   | Merkel (II • III)            |
|                      | Peter Altmaier (n. 1958)        | CDU     | 24 de octubre de 2017    | 14 de marzo de 2018     | Merkel (III)                 |
|                      | Olaf Scholz (n. 1958)           | SPD     | 14 de marzo de 2018      | 8 de diciembre de 2021  | Merkel (IV)                  |
|                      | Christian Lindner (n. 1979)     | FDP     | 8 de diciembre de 2021   | 7 de noviembre de 2024  | Scholz (I)                   |
|                      | Jörg Kukies (n. 1968)           | SPD     | 7 de noviembre de 2024   | 6 de mayo de 2025       | Scholz (I)                   |
|                      | Lars Klingbeil (n. 1978)        | SPD     | 6 de mayo de 2025        | En el cargo             | Merz (I)                     |